# 朝鲜—叙利亚关系
朝鲜－叙利亚关系是指朝鲜民主主义人民共和国与阿拉伯叙利亚共和国之间的外交关系。两国于1966年7月25日正式建交，并在对方国家的首都互设大使馆。
朝鲜长期支持叙利亚阿拉伯复兴社会党。2024年12月8日，阿萨德政权垮台，朝鲜民主主义人民共和国随即撤销其驻叙利亚的大使馆，两国关系迅速降温。

## 历史
自1966年7月25日正式建交以来，朝鲜一直向叙利亚提供军事援助以对抗以色列，两国元首频繁互致贺电，朝鲜亦视叙利亚为反帝自主的伙伴。
在1974年9月28日至10月2日，时任叙利亚总统哈菲兹·阿萨德率领代表团访问了朝鲜民主主义人民共和国，时任朝鲜最高领导人金日成接见了他。随后两国于10月4日共同发表了《朝鲜民主主义人民共和国和阿拉伯叙利亚共和国联合公报》。
此外叙利亚也是为数不多长期以来不承认大韩民国的联合国会员国之一。2024年2月14日，古巴与韩国复交，叙利亚成为除朝鲜外最后一个未与韩国建交的联合国会员国。2024年12月8日，阿萨德政权垮台。2025年4月10日，叙利亚与韩国建交。